# Kira Trusova
Kira Vladimirovna Trusova (în rusă Кира Владимировна Трусова; n. 28 iunie 1994, Toliatti) este o handbalistă din Rusia care evoluează pe postul de portar pentru clubul românesc HC Dunărea Brăila și echipa națională a Rusiei. Anterior în sezonul 2021-2022 ea a jucat pentru o altă echipă românească CS Măgura Cisnădie.
Trusova a evoluat pentru naționala de handbal feminin a Rusiei la Campionatele Europene din 2016 și 2018.

## Palmares
- Campionatul European:
  -  Medalie de argint: 2018

- Campionatul Mondial pentru Tineret:
  -  Medalie de argint: 2014

- Campionatul European pentru Tineret:
  -  Câștigătoare: 2013

- Campionatul Mondial pentru Junioare:
  -  Medalie de argint: 2012

- Liga Campionilor:
  - Grupe principale: 2017
  - Grupe: 2011

- Cupa Cupelor:
  - Sfertfinalistă: 2011, 2012, 2015, 2016

- Liga Europeană:
  - Locul IV (Turneul Final Four): 2024
  - Sfertfinalistă: 2021
  - Grupe: 2022

- Cupa EHF:
  - Semifinalistă: 2014
  - Sfertfinalistă: 2013
  - Turul 3: 2018, 2020
  - Turul 2: 2019

- Campionatul Rusiei:
  -  Câștigătoare: 2016, 2023
  -  Medalie de bronz: 2015, 2018

- Cupa Rusiei:
  -  Câștigătoare: 2011, 2016, 2023
  -  Medalie de argint: 2012
  -  Medalie de bronz: 2017, 2018, 2020, 2021

- Supercupa Rusiei:
  -  Medalie de argint: 2016

- Cupa României:
  -  Finalistă: 2024